# Holcocera argyrosplendella
Holcocera argyrosplendella é uma espécie de mariposa do gênero Holcocera pertencente à família Coleophoridae.